# Maurice Godin
Maurice Godin (nascido a 28 de fevereiro) é um ator estadunidense de origem canadense, que já apareceu em vários filmes e programas de televisão.
Nascido em Toronto, Canadá, Godin vem atuando em teatro, televisão e cinema nos últimos 30 anos. Ele recebeu quatro anos de formação clássica no conservatório Ryerson Theatre School, em Toronto, depois que ele completou um aprendizado no Festival de Shaw no Canadá. Ele continuou seu aprendizado como ator com professores internacionais e treinadores no Festival de Stratford Shakespeare. Sua carreira no teatro o levou de costa a costa em todo o Canadá, onde ele já atuou nos principais teatros de quase todas as províncias, incluindo o Festival de Shaw e do Festival de Shakespeare em Stratford, onde ele recebeu elogios da crítica por sua interpretação de Arturo Ui em Bertolt Brecht's. A resistível ascensão de Arturo Ui. Alguns de seus créditos teatrais incluem Mercutio em Romeu e Julieta, d'Artagnan em Os Três Mosqueteiros, Constantin em A Gaivota, Puck, em Sonho de Uma Noite de Verão e Rochester, em Jane Eyre.
Entre seus muitos créditos na televisão, Godin co-estrelou em Still Standing, The Practice, Ally McBeal, Friends, The Outer Limits e Seinfeld. Ele também desempenhou personagens recorrentes em Poltergeist: The Legacy, 3rd Rock from the Sun, First Monday e Spin City. Ele também fez aparições na série Café Americain, Life with Roger e Working. Seu trabalho no cinema inclui ainda filmes canadenses como White Room, Salt Water Moose e Double Take. Ele desempenhou o papel extravagante de Hector no filme Boat Trip em 2003, e também apareceu em séries dramáticas como em Medical Investigation, House, M.D. e Las Vegas.
Ele também estrelou no Disney Channel em Os Feiticeiros de Waverly Place como Sr. Ronald Longcape e em Boa Sorte, Charlie! como o Sr. Walsh.
Godin está atualmente trabalhando em um romance inspirado por uma infância num lar acadiano.